# Пол Верлен
Пол Верлен (фр. Paul Verlaine; Мец, 30. март 1844 — Париз, 8. јануар 1896) био је француски песник, писац симболизма. У књижевност се јавио збирком песама „Сатурнијске поеме“ као чист парнасовац, али је већ у следећој књизи поезијом највеће мелодичности изразио свој манифест симболизма. Последње збирке песама су и највреднија остварења, која су отворила изванредан песнички свет суптилног лиризма изузетних доживљаја, потресних личних исповести и потпуне формалне дотераности. Песмом „Песничко умеће“ (фр. L'art poetique, 1874) и тезом музика пре свега развио је нове теоријске поставке о песничком стваралаштву и дао вредан допринос модерној поетици. Ова песма се такође сматра и манифестом симболизма („Романсе без речи“, „Галантне свечаности“, „Елегије“ и „Мудрост“). Био је први који је употребљавао израз „уклети песници“ да би описао стваралаштво симболизма.

## Дела
- Сатурнијске поеме (1866)
- Галантне светковине (1869)
- Добра песма (1870)
- Романсе без речи (1874)
- Разборитост (1881)